# Valdeavero
Valdeavero község Spanyolországban, Madrid tartományban. Valdeavero Torrejón del Rey, Valdeaveruelo, Villanueva de la Torre, Meco, Camarma de Esteruelas, Fresno de Torote és Ribatejada községekkel határos. Lakosainak száma 1823 fő (2024).

## Népesség
A település népessége az utóbbi években az alábbiak szerint változott:
| Lakosok száma | 636  | 760  | 992  | 1255 | 1411 | 1475 | 1450 | 1554 | 1701 | 1823 |
|               | 2001 | 2004 | 2007 | 2009 | 2012 | 2014 | 2017 | 2019 | 2022 | 2024 |